# 鐵金剛勇破鑽石黨
《金鋼鑽》（英語：Diamonds Are Forever）是一部1971年的諜報電影，同時也是第七部詹姆斯·邦德系列电影。繼上一任演員喬治·拉贊貝辭演後，本片也是史恩·康納萊最後一次在米高梅製作的詹姆斯·龐德系列電影中飾演詹姆斯·龐德。

## 情節概要
魔鬼黨企圖以鑽石折射的原理，透過雷射光聚合出強力的太空光源，藉此擊毀美國飛彈基地，蘇聯核潛艇及中共的基地，挑起戰爭以便陰謀操控全世界，並造成金融市場的混亂，而有關鑽石的秘密，只有詹姆士·龐德（史恩·康納萊飾）一個人能夠解开……

## 製作花絮
本片的龐德原本決定讓約翰·蓋文擔綱演出，後來製片人與聯美電影公司以125萬英鎊及兩部電影片約，獲得史恩·康納萊首肯回歸龐德劇組，而製片人依然將全額的合約金給了蓋文。康納萊後來以該片片酬成立蘇格蘭國際教育信託基金會，讓蘇格蘭演員得以申請資助，無須為了延續演藝生涯而離開本國。
1971年4月5日正式開拍，拍攝場景大部分都在賭城拉斯維加斯，拍攝夜間跑車追逐與側車特技的戲份耗費多時才拍攝完畢。片頭用泥巴淹死殺手的戲是用馬鈴薯泥下去充當泥巴，那時讓劇組清理等方面都非常的辛苦。另外還在拉斯維加斯的外面的沙漠地區充當南非的場景來拍攝。
為了這部戲，導演特地安排了詹姆斯龐德與毒梟彼得法蘭克斯在電梯間打鬥的戲碼，當時還是老式的電梯。
與布洛費決戰的戲碼在加州外海的廢棄鑽油台拍攝，在過程中鑽油台的爆破系統突然失控，鑽油台頓時火光四射，而在直升機上的攝影師立刻將這一爆破畫面拍攝下來，並且採用這一畫面。
片中吉米·迪恩飾演的威勒·懷特的形象影射當時的富豪霍華德·休斯。

## 角色
- 史恩·康納萊 飾演 詹姆士·龐德
- 吉爾·聖約翰 飾演 蒂芬妮·凱斯
- Lana Wood 飾演 Plenty O'Toole
- 查爾斯·葛雷飾演 布魯弗（Ernst Stavro Blofeld）
- Putter Smith及Bruce Glover 飾演 Mr. Kidd及Mr. Wint
- 吉米·迪恩 飾演 威勒·懷特
- 尚恩·瑞莫爾 飾演 湯姆
- 喬·羅賓森 飾演 彼得·法蘭克斯

## 拍攝地點
- 拉斯維加斯
- 英國
- 荷蘭
- 美國

## 主題曲
由雪莉·貝西（Shirley Bassey）演唱的同名主題曲「Diamonds Are Forever」，這是雪莉·貝西第二次演唱007的主題曲

## 外部連結
- 互联网电影数据库（IMDb）上《鐵金剛勇破鑽石黨》的资料（英文）
- 爛番茄上《鐵金剛勇破鑽石黨》的資料（英文）
- 豆瓣电影上《鐵金剛勇破鑽石黨》的資料 （简体中文）
- Box Office Mojo上《鐵金剛勇破鑽石黨》的資料（英文）
- AllMovie上《鐵金剛勇破鑽石黨》的资料（英文）